# Planeocoris
Planeocoris is een geslacht van wantsen uit de familie van de Reduviidae (Roofwantsen). Het geslacht werd voor het eerst wetenschappelijk beschreven door Chlond in 2010.

## Soorten
Het genus is monotypisch en bevat alleen de volgende soort:

- Planeocoris redeii Chlond, 2010